# Malcolm Cazalon
Malcolm Cazalon (Roanne, 27 agosto 2001) è un cestista francese.

## Biografia
È il figlio dell'ex cestista Laurent Cazalon e il nipote di Franck Cazalon.

## Palmarès
- FIBA Europe Cup: 1

Bilbao: 2024-2025